# Cyrtandromoea megaphylla
Cyrtandromoea megaphylla là một loài thực vật có hoa trong họ Tai voi. Loài này được Hemsl. mô tả khoa học đầu tiên năm 1886.